# Джаган-Калье
Джаган-Калье (перс. جهان قلعه) — село в Ірані, у дегестані Гамзеглу, у Центральному бахші, шагрестані Хомейн остану Марказі. За даними перепису 2006 року, його населення становило 243 особи, що проживали у складі 62 сімей.

## Клімат
Середня річна температура становить 12,92 °C, середня максимальна – 31,59 °C, а середня мінімальна – -9,17 °C. Середня річна кількість опадів – 219 мм.
| Клімат поселення                              | Клімат поселення | Клімат поселення | Клімат поселення | Клімат поселення | Клімат поселення | Клімат поселення | Клімат поселення | Клімат поселення | Клімат поселення | Клімат поселення | Клімат поселення | Клімат поселення | Клімат поселення |
| Показник                                      | Січ.             | Лют.             | Бер.             | Квіт.            | Трав.            | Черв.            | Лип.             | Серп.            | Вер.             | Жовт.            | Лист.            | Груд.            |                  |
| Середній максимум, °C                         | 9,71             | 11,30            | 16,40            | 20,80            | 25,26            | 30,20            | 31,59            | 30,98            | 27,38            | 21,70            | 15,58            | 9,36             |                  |
| Середня температура, °C                       | 0,28             | 1,85             | 6,94             | 11,34            | 15,83            | 20,75            | 25,15            | 24,55            | 20,95            | 15,28            | 9,16             | 2,94             |                  |
| Середній мінімум, °C                          | −9,17            | −7,59            | −2,5             | 1,90             | 6,38             | 11,31            | 18,74            | 18,14            | 14,54            | 8,85             | 2,74             | −3,47            |                  |
| Норма опадів, мм                              | 36               | 34               | 40               | 27               | 18               | 2                | 2                | 1                | 0                | 8                | 21               | 30               |                  |
| Середньомісячна швидкість вітру, м/с          | 1.87             | 2.00             | 3.10             | 2.99             | 2.70             | 2.47             | 2.40             | 2.30             | 2.15             | 2.21             | 1.98             | 1.47             |                  |
| Середньомісячна сонячна радіація, кДж/м²·день | 9515             | 12967            | 15366            | 18682            | 22575            | 26820            | 25756            | 24413            | 21451            | 16016            | 11401            | 9312             |                  |
| --------------------------------------------- | ---------------- | ---------------- | ---------------- | ---------------- | ---------------- | ---------------- | ---------------- | ---------------- | ---------------- | ---------------- | ---------------- | ---------------- | ---------------- |
| Джерело:                                      |                  |                  |                  |                  |                  |                  |                  |                  |                  |                  |                  |                  |                  |